# Premier League of Belize
Die Premier League of Belize ist die höchste Spielklasse des nationalen Fußballverbands von Belize. Sie entstand am 28. Dezember 2011 aus dem Zusammenschluss der Belize Premier Football League und der Super League of Belize. Rekordsieger ist Belmopan Bandits SC mit neun Titeln.

## Modus
Die Liga spielt halbjährlich eine Opening- und eine Close Season aus. Daher gibt es pro Saison jeweils zwei Meistermannschaften. Nach einer Hin- und Rückrunde mit insgesamt 10 Partien steht der jeweilige Meister der beiden Runden fest.

## Aktuelle Saison
An der Saison 2021/22 nahmen die folgenden sechs Mannschaften teil:
- Altitude FC
- Caesar Ridge FC
- Garden City FC
- San Pedro Pirates FC
- Verdes FC
- Wagiya FC

## Alle Meister
- 2012: Placencia Assassins FC
- 2012/13:
O: Belmopan Bandits SC
C: Police United FC
- 2013/14:
O: Belmopan Bandits SC
C: Belmopan Bandits SC
- 2014/15:
O: Belmopan Bandits SC
C: Verdes FC
- 2015/16:
O: Police United FC
C: Belmopan Bandits SC
- 2016/17:
O: Belmopan Bandits SC
C: Belmopan Bandits SC
- 2017/18:
O: Verdes FC
C: Belmopan Bandits SC
- 2018/19:
O: Belmopan Bandits SC
C: San Pedro Pirates FC
- 2019/20:
O: Verdes FC
C: abgebrochen....
- 2020/21:
nicht ausgetragen....
- 2021/22:
O: Verdes FC
C: Verdes FC

## Rekordsieger
- 9 Titel: Belmopan Bandits SC
- 5 Titel: Verdes FC
- 2 Titel: Police United FC
- 1 Titel: Placencia Assassins FC, San Pedro Pirates FC